# Westlake (Louisiana)
Westlake is een plaats (city) in de Amerikaanse staat Louisiana, en valt bestuurlijk gezien onder Calcasieu Parish.

## Demografie
Bij de volkstelling in 2000 werd het aantal inwoners vastgesteld op 4668.
In 2006 is het aantal inwoners door het United States Census Bureau geschat op 4547, een daling van 121 (-2,6%).

## Geografie
Volgens het United States Census Bureau beslaat de plaats een oppervlakte van
6,1 km², geheel bestaande uit land. Westlake ligt op ongeveer 5 m boven zeeniveau.

## Plaatsen in de nabije omgeving
De onderstaande figuur toont nabijgelegen plaatsen in een straal van 16 km rond Westlake.